# Щербаков, Василий Васильевич
Василий Васильевич Щербаков (20 апреля 1951, дер. Казимирово, Полоцкий район, Витебская область, Белорусская ССР — 28 июня 2010, Смоленск, Россия) — Герой Советского Союза, заместитель председателя Белорусского союза ветеранов войны в Афганистане (БСВВА).

## Биография

Могила Щербакова на Восточном кладбище в Минске

В мирное время, до начала Афганской войны, окончил Витебский учебно-авиационный центр ДОСААФ, затем Аткарский учебный авиационный центр ДОСААФ и в 1972 году — экстерном — Сызранское высшее военное авиационное училище лётчиков. В 1984 году — Военно-воздушную академию имени Ю. А. Гагарина. В 1970 году был призван в ряды Советской Армии и направлен служить в Афганистан в составе ограниченного контингента советских войск.
После войны в Афганистане служил на различных командных должностях. Офицерский путь закончил в должности начальника управления авиации 7-й танковой армии в звании полковника. В 1993 году был избран заместителем председателя Белорусского союза ветеранов войны в Афганистане (БСВВА).
С 1994 года по 1995 год занимал должность заместителя председателя Комитета по социальной защите военнослужащих, лиц рядового и начальствующего состава, уволенных в запас, отставку, и членов их семей при Совете министров Беларуси. С 1995 года — заместитель председателя БСВВА.
В последние годы жизни жил в Смоленске, возглавлял благотворительный фонд «Память». Щербаков был последним Героем Советского Союза, проживавшим в Смоленской области.
Скончался в ночь на 28 июня 2010 года. Похоронен на Восточном кладбище в Минске.

## Подвиг
Как командир эскадрильи прославился, когда во время боя с душманами в 1979 году был сбит советский вертолёт. Щербаков В. В. подобрал его экипаж и на своей подбитой машине вывез с поля боя. 

## Семья
Был женат, имел сына и дочь.

## Награды
Звание Героя Советского Союза майору Щербакову В. В. было присвоено Указом Президиума Верховного Совета СССР от 28 апреля 1980.
Награждён орденом Ленина и медалью «Золотая Звезда», орденом «За службу Родине в Вооружённых Силах СССР» II и III степени.
15 апреля 1999 года Указом Президента Республики Беларусь был награждён Орденом «За службу Родине» 2 степени.